# A zűr közepén
A zűr közepén (eredeti cím: Stuck in the Middle) 2016 és 2018 között vetített amerikai szitkom, amelyet Alison Brown és Linda Videtti Figueiredo alkotott. A főbb szerepekben Jenna Ortega, Ronni Hawk, Isaak Presley, Ariana Greenblatt, Kayla Maisonet, Nicolas Bechtel, Malachi Barton, Cerina Vincent és Joe Nieves látható.
Amerikában 2016. február 14-én, Magyarországon 2016. szeptember 3-án tűzték műsorra a Disney Channelen.

## Ismertető
A sorozat Massachusettsben játszódik, a Diaz család történetét mutatja be, különös figyelmet fordítva Harleyra, a hét közül a középső gyerekre. Harley a kreativitása segítségével birkózik meg a nagycsaládi élettel.
2018. március 30-án három évad után törölték a sorozatot.

## Szereplők

### Főszereplők
| Szereplő     | Színész           | Magyar hang                 |
| ------------ | ----------------- | --------------------------- |
| Harley Diaz  | Jenna Ortega      | Gyarmati Laura              |
| Rachel Diaz  | Ronni Hawk        | Pekár Adrienn               |
| Ethan Diaz   | Isaak Presley     | Ifj. Boldog Gábor           |
| Daphne Diaz  | Ariana Greenblatt | Pál Zsófia                  |
| Georgie Diaz | Kayla Maisonet    | Koller Virág                |
| Lewie Diaz   | Nicolas Bechtel   | Pál Dániel Máté (1-2. évad) |
| Lewie Diaz   | Nicolas Bechtel   | Mayer Marcell (3. évad)     |
| Beast Diaz   | Malachi Barton    | Straub Martin               |
| Suzy Diaz    | Cerina Vincent    | Orosz Anna                  |
| Tom Diaz     | Joe Nieves        | Zámbori Soma                |

### Mellékszereplők
| Szereplő       | Színész          | Magyar hang      |
| -------------- | ---------------- | ---------------- |
| Bethany Peters | Lauren Pritchard | Makay Andrea     |
| Ellie Peters   | Lulu Lambros     | Szűcs Anna Viola |
| Cuff           | Brett Pierce     | Nikas Dániel     |

### Magyar változat
- Bemondó: Schmidt Andrea
- Magyar szöveg: Pintér Zsófi
- Szinkronrendező: Csere Ágnes

A szinkront az SDI Media Hungary készítette.

## Epizódok
| Évad | Évad      | Epizódok | Eredeti sugárzás   | Eredeti sugárzás   | Magyar sugárzás     | Magyar sugárzás     |
| Évad | Évad      | Epizódok | Évadpremier        | Évadfinálé         | Évadpremier         | Évadfinálé          |
| ---- | --------- | -------- | ------------------ | ------------------ | ------------------- | ------------------- |
|      | 1         | 17       | 2016. február 14.  | 2016. július 22.   | 2016. szeptember 3. | 2016. október 30.   |
|      | Speciális | 6        | 2016. december 16. | 2016. december 16. | 2021. április 19.   | 2023. augusztus 18. |
|      | 2         | 21       | 2017. február 3.   | 2017. október 27.  | 2017. június 19.    | 2017. december 9.   |
|      | 3         | 21       | 2017. december 8.  | 2018. július 23.   | 2018. június 18.    | 2018. december 7.   |

## Fordítás
- Ez a szócikk részben vagy egészben  a   Stuck in the Middle című angol Wikipédia-szócikk ezen változatának fordításán alapul.  Az eredeti cikk szerkesztőit annak laptörténete sorolja fel. Ez a jelzés csupán a megfogalmazás eredetét és a szerzői jogokat jelzi, nem szolgál a cikkben szereplő információk forrásmegjelöléseként.